# Мілакув (Любуське воєводство)
Мілакув (пол. Miłaków, нім. Milkau) — село в Польщі, у гміні Нове Мястечко Новосольського повіту Любуського воєводства.
Населення — 341 особа (2011).
У 1975-1998 роках село належало до Зеленогурського воєводства.

## Демографія
Демографічна структура станом на 31 березня 2011 року:
|          | Загалом | Допрацездатний вік | Працездатний вік | Постпрацездатний вік |
| -------- | ------- | ------------------ | ---------------- | -------------------- |
| Чоловіки | 173     | 36                 | 119              | 18                   |
| Жінки    | 168     | 43                 | 93               | 32                   |
| Разом    | 341     | 79                 | 212              | 50                   |